# Mule poitevine
Vous lisez un « article de qualité » labellisé en 2013.
La mule poitevine ou mulet poitevin est un type de grande mule reconnu par les haras nationaux français. Elle naît du croisement entre une jument de trait Poitevin mulassier et un baudet du Poitou. Comme beaucoup d'hybrides, cette mule est presque toujours stérile. Elle est très charpentée, considérée comme la plus grande mule qui soit et comme l'animal de trait possédant le plus haut rapport poids/puissance. C'est pourquoi elle a parfois été qualifiée de meilleur animal de travail au monde.
Très réputée, en particulier durant la seconde moitié du XIXe siècle, la mule poitevine fait la fortune des habitants de sa région, qui développent une industrie florissante jusqu'au milieu du XXe siècle. Elle s'exporte dans de nombreux pays, en particulier autour du bassin méditerranéen et aux États-Unis. Ses effectifs ont largement reculé avec la motorisation des transports et de l'agriculture, mais les naissances continuent en faible nombre, principalement pour l'exportation en Italie.
Cette mule de travail est destinée à la traction agricole et au port de charges lourdes avec le bât, mais elle est recherchée comme animal de loisir familial et peut être employée à l'attelage de loisir et même montée. Au début du XXIe siècle, la demande dépasse l'offre, limitée en raison de la menace de disparition qui pèse sur les géniteurs de la mule poitevine.

## Histoire

### Origines
L'ancienneté exacte des premiers élevages de mulets en Poitou n'est pas connue avec précision. L'université d'Oklahoma avance qu'ils pourraient remonter à l'époque de l'empire romain, où des ânes sont introduits dans la région. L'ethnologue Michel Vallère assure pour sa part que cette hybridation est déjà connue des Gaulois et que la première trace sûre de mulets dans la région poitevine remonte à l'évêque Hilaire de Poitiers, qui au IVe siècle en utilise  pour ses déplacements.
Selon le vétérinaire Eugène Ayrault (1867), la plus ancienne trace d'une industrie mulassière en Poitou remonte à une note du prélat italien Léon à Guillaume IV d'Aquitaine, au Xe siècle,. Lætitia Bataille soutient également que l'élevage mulassier s'implante en France à cette époque, plus tard que dans d'autres pays du bassin méditerranéen, en particulier l'Espagne. La raison en serait une méfiance envers cet animal hybride, issu d'un croisement contre nature. La production de mulets en Poitou est quoi qu'il en soit certaine depuis le Moyen Âge et connaît une période de prospérité au XIIIe siècle.
Les deux races équines qui sont à l'origine de la mule poitevine en tant que telle, l'âne du Poitou et le cheval Poitevin mulassier, sont adaptées à ce biotope marécageux et cohabitent depuis longtemps. Au début du XVIIe siècle, l'introduction de chevaux flamands pour des travaux d'assèchement du marais poitevin modifie le type des chevaux poitevins,. Le croisement entre ces deux races est dicté par la logique du terrain, bien que d'autres chevaux de trait soient plus réputés que les poitevins pour leurs qualités. De plus, le fort gabarit de ces deux races est la garantie de donner une mule très charpentée, apte à fournir un travail important.

### XVIIeetXVIIIe
La naissance des mules, particulièrement répandue au sud de la Loire, fait la fortune de la région poitevine au XVIIIe siècle et donne lieu à un commerce actif, signalé dès 1698 avec l'afflux de marchands venus d'Auvergne, du Piémont et de Savoie. En 1724, le quart des revenus levés par les impôts dans la région en provient. En 1777 et 1778, les ventes de mules aux foires de Niort rapportent jusqu'à 225 000 livres.
Cette industrie mulassière est pourtant souvent combattue par les autorités françaises. Jean-Baptiste Colbert souhaite son interdiction, une loi contraignante est votée en 1717 mais semble peu respectée, la « mulasse » faisant l'objet d'un véritable trafic international jusqu'à l'époque de Napoléon III. Sous la Régence, vers 1770, l'administration des haras va jusqu'à menacer tous les baudets de la région de castration,. Les Haras nationaux, dont le rôle est d'assurer la remonte de la cavalerie et du train, interdisent officiellement de faire naître des mules avec des juments de plus d'1,20 m. Ils se sentent en effet menacés par la concurrence de la production mulassière, qui pénalise la naissance des chevaux de remonte militaire. La loi érigée limite le nombre de baudets, autorise seulement certaines régions à ce type de croisement et n'offre que les moins bonnes juments. Cette loi est abrogée avec la dissolution des Haras lors de la période révolutionnaire de l'Assemblée constituante de 1789.

### DuXIXeaux années 1920: la gloire de l'industrie mulassière

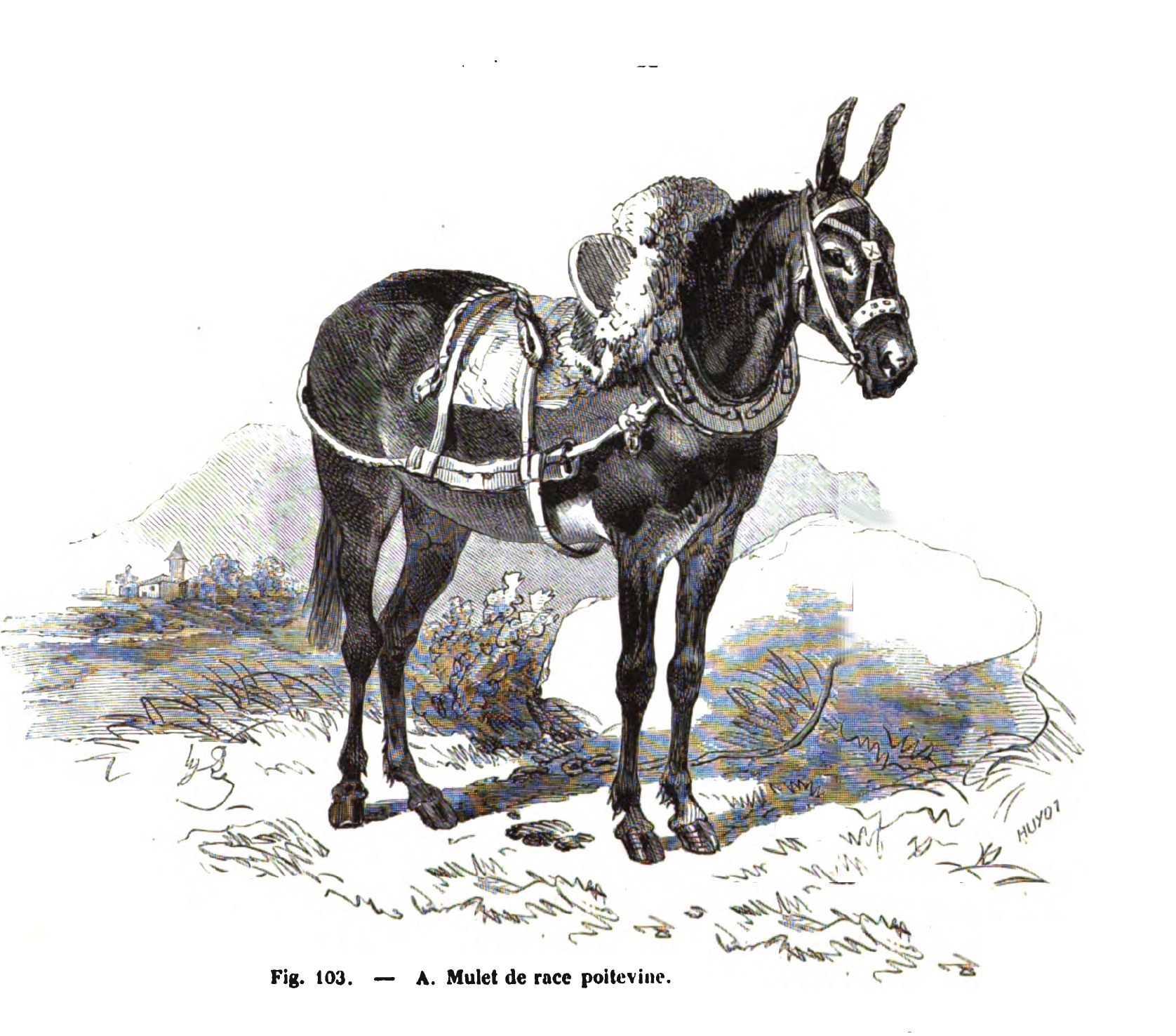
Mule poitevine sur une gravure de 1861.

Après la révolution française, l'activité mulassière est particulièrement florissante sur l'ensemble du XIXe siècle. Beaucoup de juments de races diverses produisent des mulets à l'époque, mais d'après Eugène Gayot, aucune n'est reconnue plus apte que « la grosse et lourde jument des marais du Poitou ».
L'administration des haras tente au début du siècle d'imposer des croisements avec des étalons légers normands et anglais dans la région poitevine, afin de fournir la cavalerie. Malgré les incitations financières, les éleveurs paysans protestent car les juments issues de ces croisements avec le Pur-sang sont sans valeur pour donner naissance à des mulets.
La réputation des mules poitevines éclipse celle des mules d'autres régions et de pays voisins, comme les Pyrénées, l'Espagne et l'Italie. Certains utilisateurs vont jusqu'à la qualifier de « meilleur animal de travail au monde »,, ou du moins de « meilleure mule de France ». Le vétérinaire de Niort Eugène Ayrault (1867) parle de l'industrie mulassière comme d'« une des branches les plus importantes de la fortune agricole de la France », fréquemment attaquée, sans rivale et « enviée par le monde entier ».
Les mules poitevines héritent de leur mère une conformation très charpentée, la jument poitevine du XIXe siècle est dédiée presque exclusivement à donner des mules et sa progéniture est exportée dans de nombreux pays,. Les éleveurs conservent la lignée des meilleures juments reproductrices mulassières en les mettant à l'étalon lorsqu'elles vieillissent. La naissance d'un baudet (âne mâle) est fêtée traditionnellement par une tournée de crêpes, au regard de sa grande valeur de reproducteur, comparativement à l'ânesse. De même, les mules (femelles) sont préférées aux mulets (mâles), plus instables pour ce qui est du caractère.

#### Tarifs et volumes

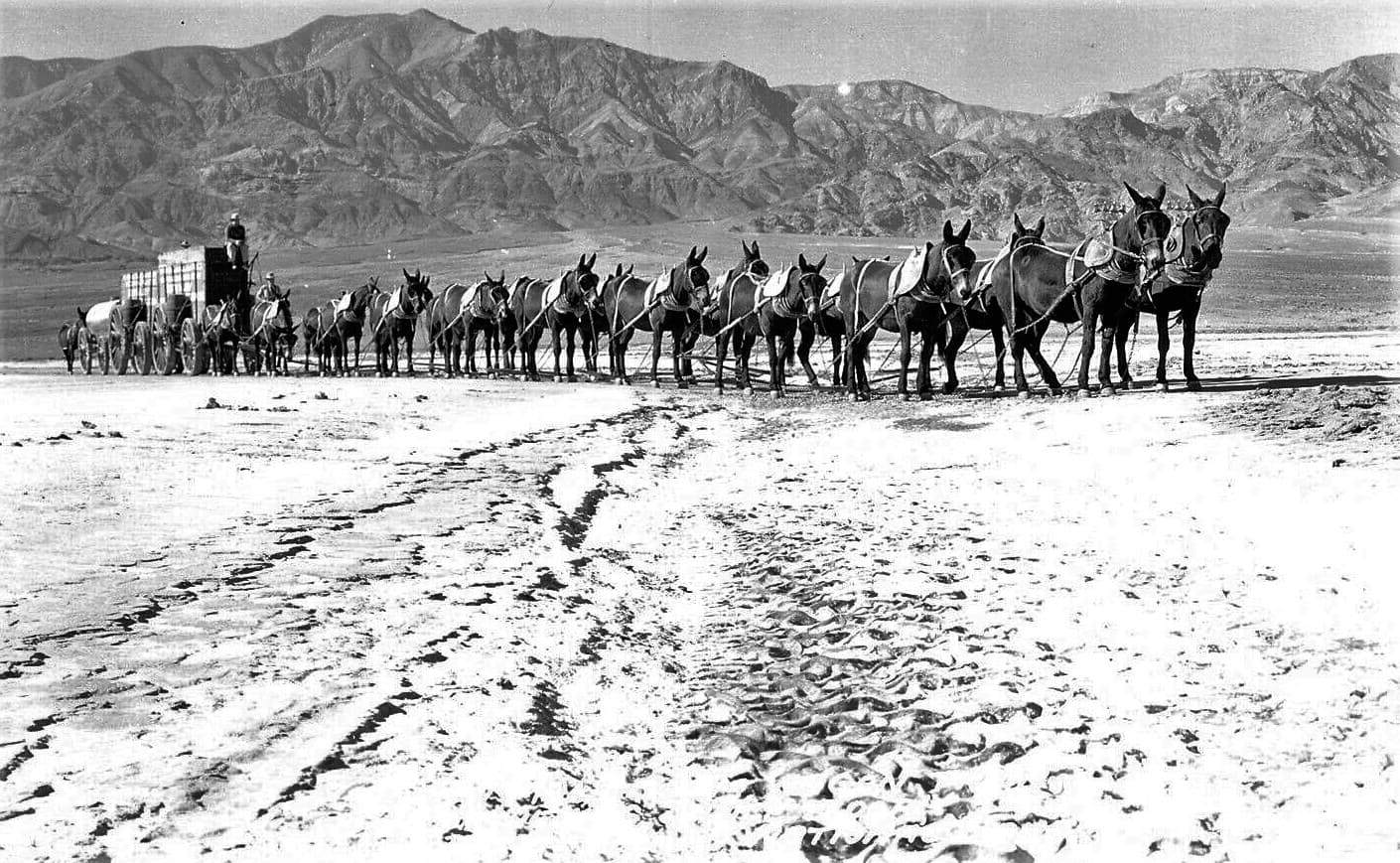
Les mules poitevines sont très demandées aux États-Unis, et ont notamment travaillé dans la vallée de la Mort.

Le nombre des ventes annuelles s'échelonne de 15 000 à 18 000, ce pic étant atteint en 1867. Tous les animaux trouvent acquéreur sur les foires de la région et peuvent quitter leur pays d'origine, notamment pour les besoins de l'armée. Leur valeur est très élevée, jusqu'à dix fois celle d'un bœuf de travail. Les foires, qui durant tout le siècle fournissent les acheteurs, commencent à disparaître vers 1895 en raison des marchands qui pratiquent le porte-à-porte et surtout de l'arrivée du chemin de fer qui entraîne également une réduction des ventes de mules. Jusqu'à la fin du XIXe siècle, les revenus tirés de l'industrie mulassière compensent à eux seuls les importations de nourriture en Poitou.
Tout au long du XIXe siècle, ces mules gagnent les colonies françaises d'Afrique, de Madagascar et de Guyane. Elles sont très demandées dans toute l'Europe et aux États-Unis jusque vers 1914,. Les estimations des naissances annuelles vont de 30 000 (selon l'université d'Oklahoma) à 50 000. Le nombre d'ateliers croît sans cesse durant la première moitié du XIXe siècle, passant de 52 en 1772 à 81 en 1801, puis 87 en 1805, avec un maximum atteint vers 1845. Il connaît ensuite une légère baisse. En 1912, il reste 42 haras producteurs de mules dans les Deux-Sèvres, notamment en raison du phylloxéra qui les pousse à se tourner vers l'élevage laitier. L'élevage mulassier commence réellement à décliner dans les années 1920. En 1947, la valeur de deux mulets poitevins équivaut pourtant à celle d'un tracteur agricole.

#### Les ateliers
C'est dans le département des Deux-Sèvres, particulièrement l'arrondissement de Melle, ainsi qu'à Saint-Maixent, que se concentre l'élevage mulassier dans des lieux nommés des « ateliers ». Un atelier est relativement coûteux : au milieu du XIXe siècle, seuls les quatre neuvièmes des juments mises au baudet finissent par mettre bas. Il faut nourrir seize juments pour avoir, chaque année, trois mules et trois mulets, élever tous les ans une mulassière et mettre deux juments au cheval pour entretenir le cheptel,. Ces ateliers restent, de manière générale, relativement « traditionnels » jusque dans les années 1970.
Les éleveurs de mules poitevines protègent farouchement leurs secrets d'élevage et certains observateurs (notamment américains) les jugent comme étant « très étranges ». Les baudets sont enfermés et maintenus immobiles dans des locaux obscurs tout au long de l'année, une fois qu'ils ont commencé à saillir des juments, souvent dans des conditions insalubres et privé de soins. Ils doivent saillir de dix à douze juments quotidiennement,. Lorsque la jument est pleine, une croyance populaire veut qu'elle donnera naissance à un muleton mâle, plus précieux qu'une femelle, si elle est sous-alimentée. Cela a souvent conduit des juments à mourir de faim pendant leur grossesse. Le colostrum, vital pour le développement du petit, est considéré comme malsain et les muletons nouveau-nés peuvent en être privés. Le manque de registres d'élevage entraîne des problèmes de fertilité, la mortalité des jeunes muletons est importante en raison des baudets utilisés pour couvrir des juments plutôt que des ânesses de leur propre espèce, ce qui entraîne des naissances de muletons exposés aux froides températures d'automne et d'hiver. En dépit de ces problèmes d'élevage, un auteur américain écrit en 1883 que « l'élevage du mulet est la seule branche de l'industrie agricole dans laquelle la France n'a pas de rival à l'étranger, en raison de sa prospérité entièrement due au zèle de ceux qui s'y livrent »,.

### Stud-book et syndicat d'élevage
Le stud-book des races mulassières est créé par la société centrale d'agriculture des Deux-Sèvres le 26 juin 1884, avec une section chevaline et une section asine. Paru le 31 décembre 1885, il marque également la fin des interventions de l'État contre l'industrie mulassière, bien que des primes soient versées pour encourager les éleveurs. En 1902, un syndicat d'élevage des races mulassières du Poitou est fondé, mais les éleveurs se montrent réfractaires à la publicité, aussi disparaît-il. Le 6 août 1912, un arrêté ministériel soutient officiellement l'industrie mulassière, ce qui se concrétise par l'achat d'étalons dans les haras nationaux et l'octroi de primes aux meilleurs reproducteurs.
En 1923, l'association des éleveurs des races mulassières du Poitou est fondée et en 1937, le déclin de l'élevage pousse les éleveurs à se regrouper et s'organiser pour obtenir le soutien de l'état, via des primes et des subventions. En 2000, le président Thierry Faivre transforme l'Association des éleveurs en Unité nationale de sélection et de promotion (UPRa) des races mulassières du Poitou. En automne 2002, la mule poitevine est officiellement reconnue par le ministère de l'agriculture, avec les règles du registre en croisement pur, ce qui en fait la première mule reconnue de cette manière en France. En 2009, l'UPRa se transforme en organisme de sélection,.

### Raréfaction, sauvegarde et persistance

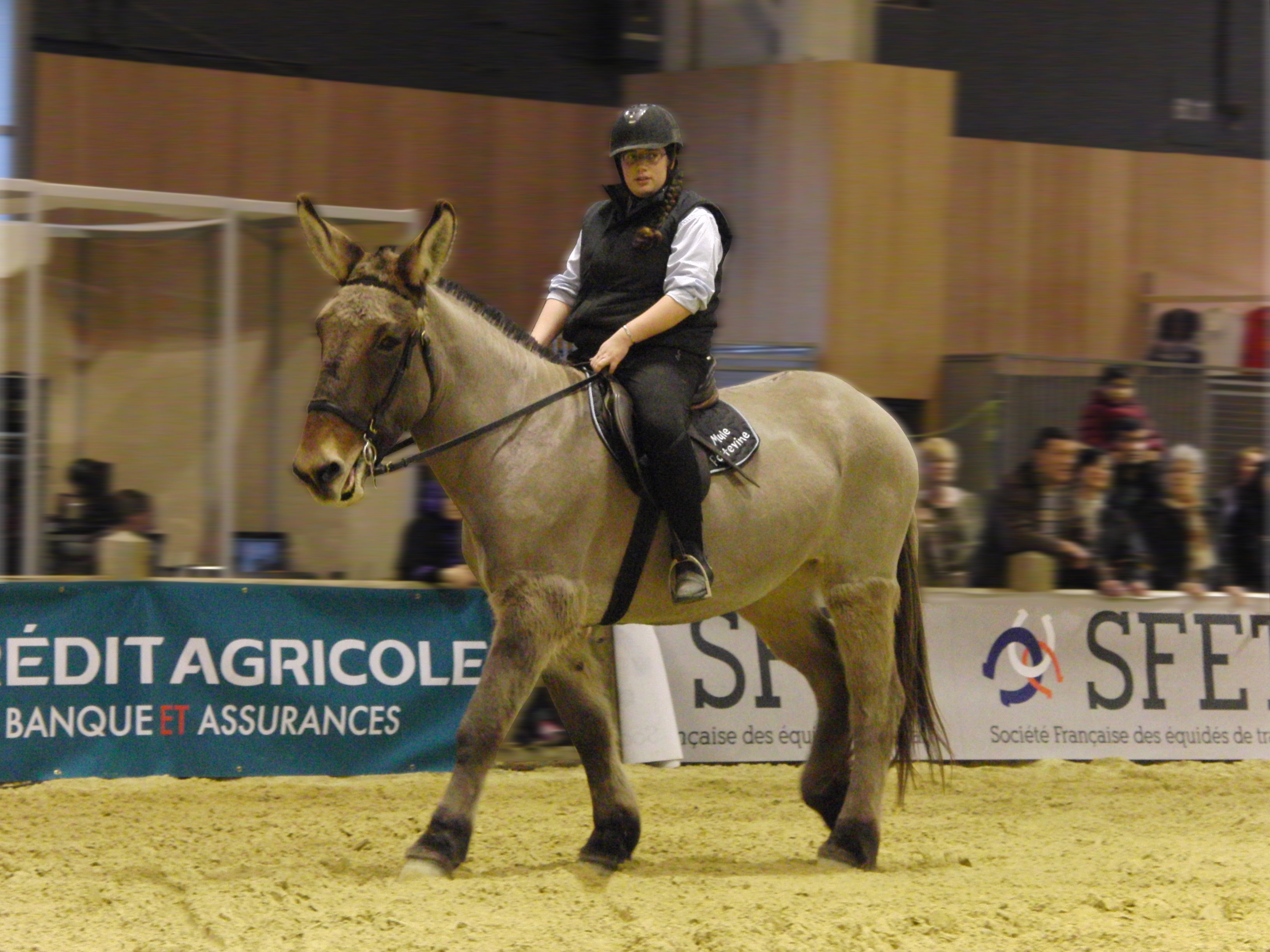
Mule poitevine montée au Salon de l'agriculture de 2014.

Alors que jusqu'aux années 1950, une grande partie de l'économie poitevine repose sur la naissance de ces mules, comme tous les animaux de travail, elle subit de plein fouet les conséquences de la motorisation des transports et de l'agriculture. Dans les années 1960, l'industrie mulassière s'effondre. Ce déclin est accéléré par la réaction de certains pays utilisateurs de ces animaux, qui se mettent à rechercher activement les reproducteurs mulassiers afin de faire naître leurs propres mules. En conséquence, la valeur des baudets du Poitou grimpe significativement. En 1949, un reproducteur âne est vendu pour un million de francs de l'époque.
Dès lors, le nombre annuel des naissances de mules ne cesse de baisser en France, avec la chute des effectifs des deux parents. En 1977, Annick Audiot attire l'attention sur la population d'ânes du Poitou, tombée à 44 individus et menacée d'extinction avant la fin du XXe siècle. Le programme de soutien aboutit en 1982 à la création de l'asinerie nationale du baudet du Poitou à Dampierre-sur-Boutonne, en Charente-Maritime, dans l'ancienne ferme d'un des tout derniers élevages connus. Elle permet depuis de voir quelques mules. Le haras national de Saintes est entré dans une démarche de présentation des races patrimoniales de sa région et cherche en 2013 à faire l'acquisition de deux mules poitevines, non sans difficultés. En effet, ces mules sont devenues particulièrement rares en France.
En plus de l'organisme de sélection des races mulassières, plusieurs structures travaillent à la sauvegarde de la mule et de ses géniteurs. Le CREGENE, fédération de huit associations de sauvegarde créée en 2000 pour préserver la biodiversité du marais poitevin, a ainsi parmi ses missions la relance de la mule poitevine. D'après Olivier Courthiade, les mulets en général souffrent d'une « image de marque » désastreuse en France (contrairement aux États-Unis où ils sont très populaires) et d'un manque de différentiations administratives.
En l'an 2000, seules huit mules poitevines ont vu le jour en France et en 2005, d'après une source non-vérifiée, la naissance d'une seule mule aurait été enregistrée. En revanche, l'Italie produit encore des mules poitevines qu'elle exporte dans le monde entier pour les travaux agricoles et le bât. Les armées indiennes, pakistanaises et afghanes l'utilisent dans les zones montagneuses. La France vend des baudets reproducteurs pour la production de mules dans ces pays,.

## Description

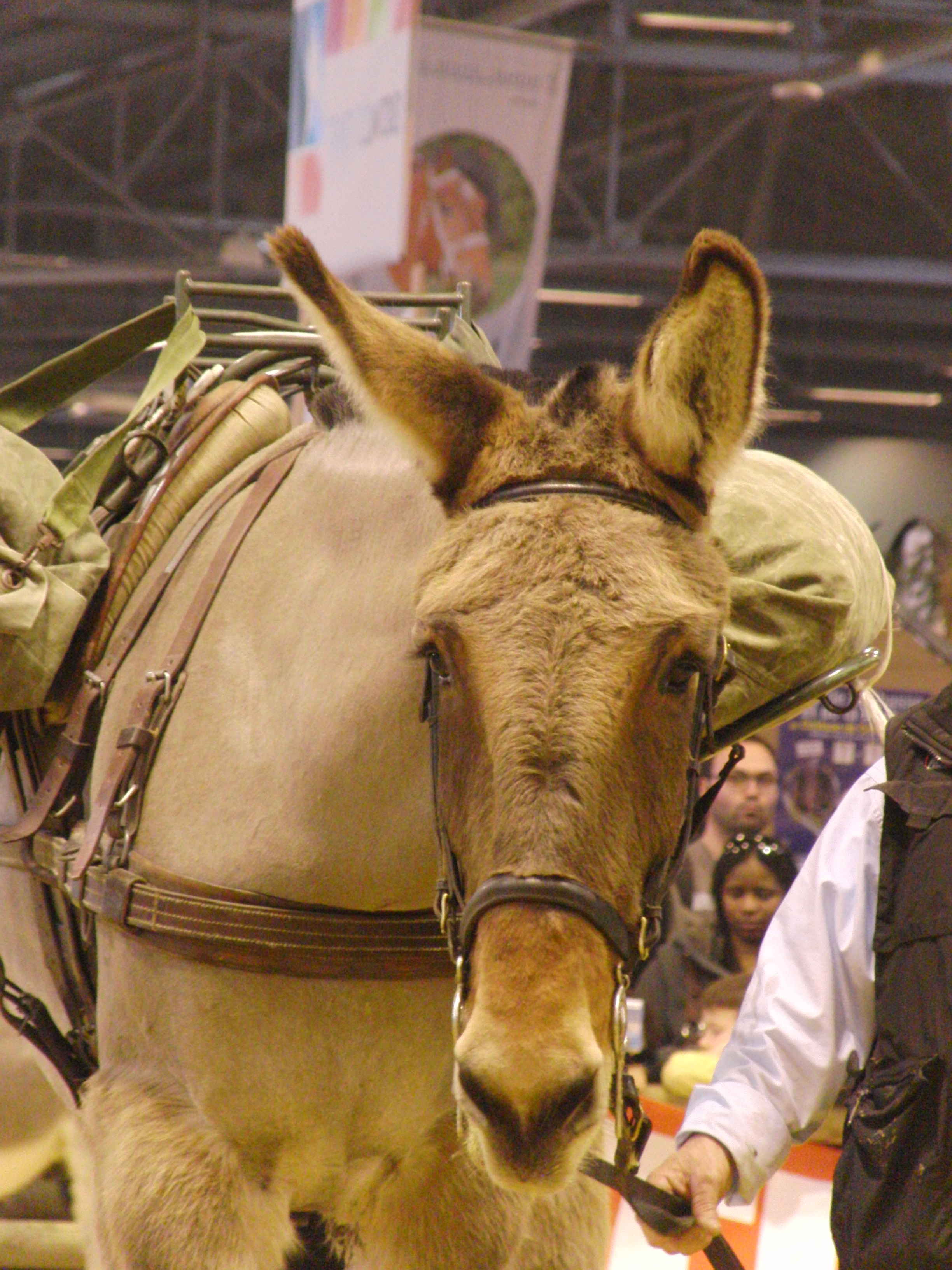
Tête d'une mule poitevine.

Les juments poitevines font naître ces grandes mules rustiques par croisement avec des baudets du Poitou. Les mules et mulets étant des hybrides statistiquement stériles, de tels animaux ne peuvent naître que par croisement entre un âne et une jument.
La mule poitevine est considérée comme la plus grande mule au monde. Son gabarit est très important, représentatif du type du mulet lourd. Elle toise en moyenne de 1,60  à   1,70 m, jusqu'à 1,75 m pour les plus grands spécimens. Son poids va en général de 600  à   700 kg. Grâce à sa constitution robuste, à son dos droit et à l'épaisseur de ses membres dotés d'un fort tour de canon, elle est capable de porter une charge de 200 kg sans problèmes,. Son rapport poids-puissance est largement supérieur à celui des meilleurs chevaux de trait, ce qui en fait, à poids égal, le plus puissant animal de trait qui soit, l'un des plus sûrs également.

### Morphologie
La tête est grande et lourde, proche par son expression et la taille de ses oreilles de celle de l'âne, avec des yeux très expressifs. L'encolure est pyramidale, dotée d'une crinière peu abondante. Une tradition d'usage consiste d'ailleurs à raser la base de la queue sur trente centimètres et à couper la crinière en arc de cercle (coupe dite « en cou de jars »), pour arrondir et élever l'encolure. Le garrot est peu saillant, l'épaule courte et faiblement inclinée. Le poitrail est large, dos et reins sont droits, voire légèrement convexes (dits « carpés »). La croupe est tranchante, courte et avalée. Les côtes sont plates et longues, les avant bras plutôt longs, dotés de muscles plats et bien dessinés. Le boulet est fort et le paturon court, les articulations des membres sont très développées et très sèches. Le pied est plus petit que chez le cheval, la corne du sabot est noire, plutôt souple et résistante. Comme la crinière, la queue est peu fournie en crins fins, plutôt mince et peu abondante,.

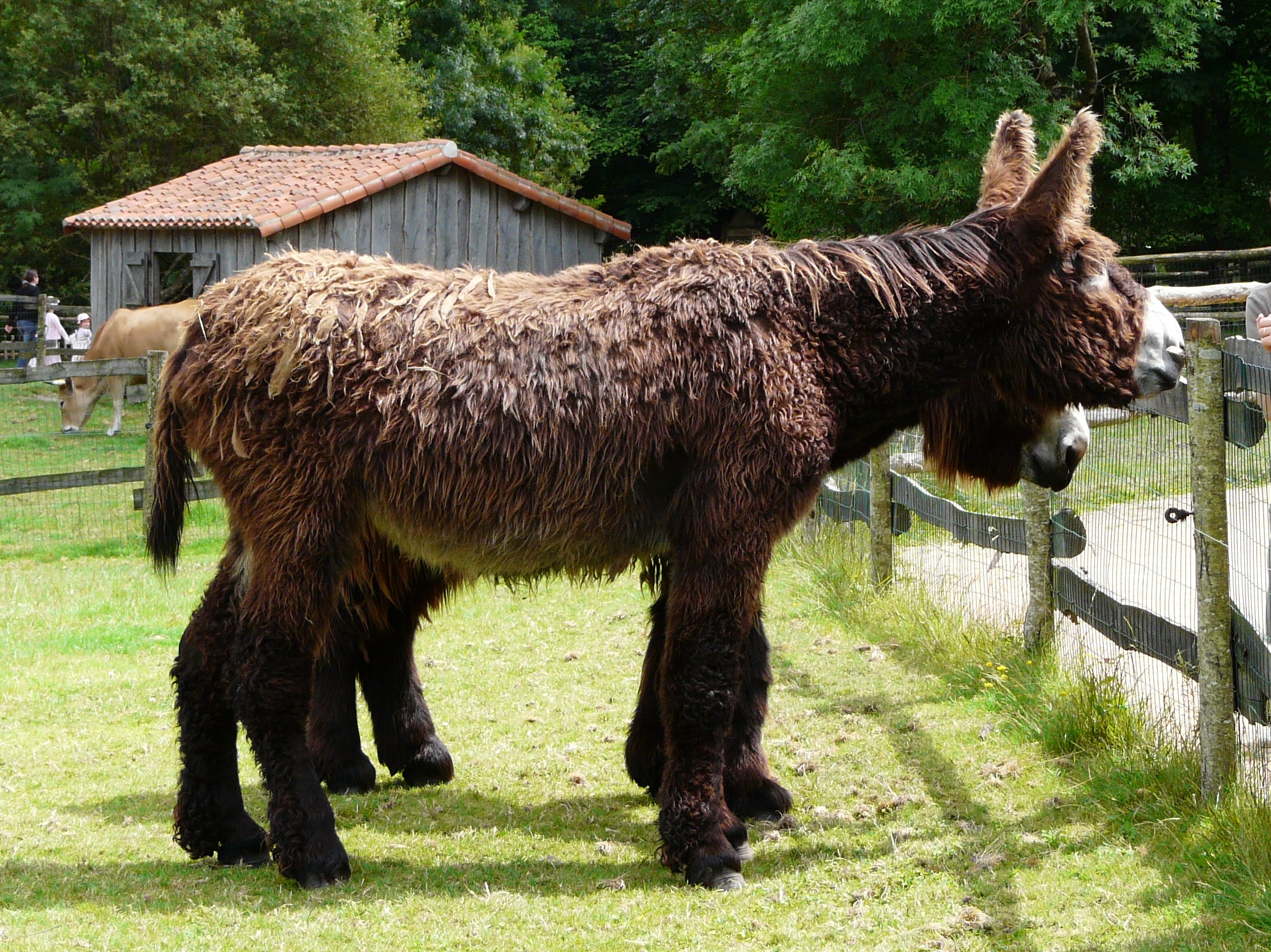
Un baudet du Poitou, parent mâle de l'hybridation.
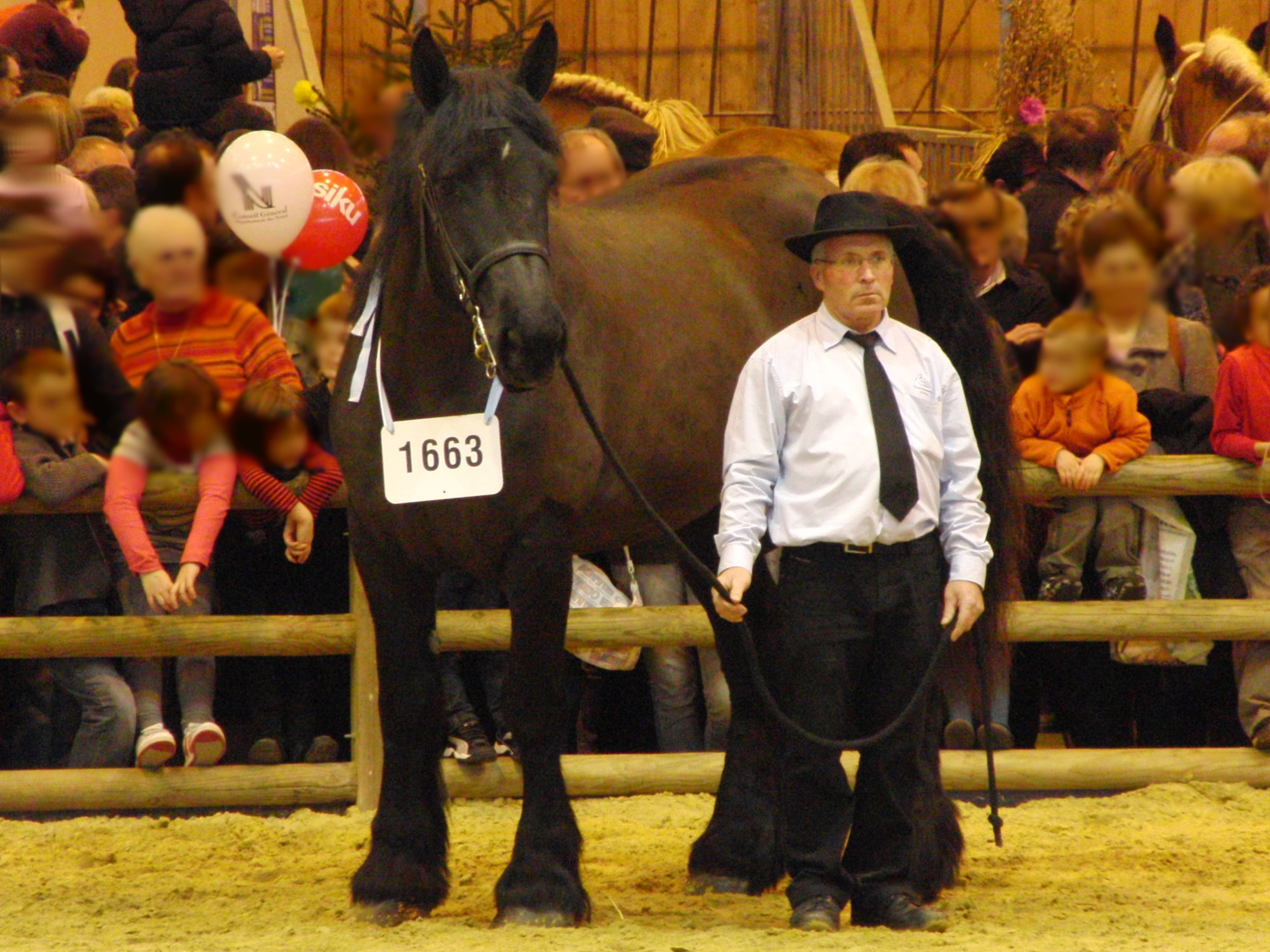
Une jument Poitevin mulassier, parent femelle de l'hybridation.

### Robes

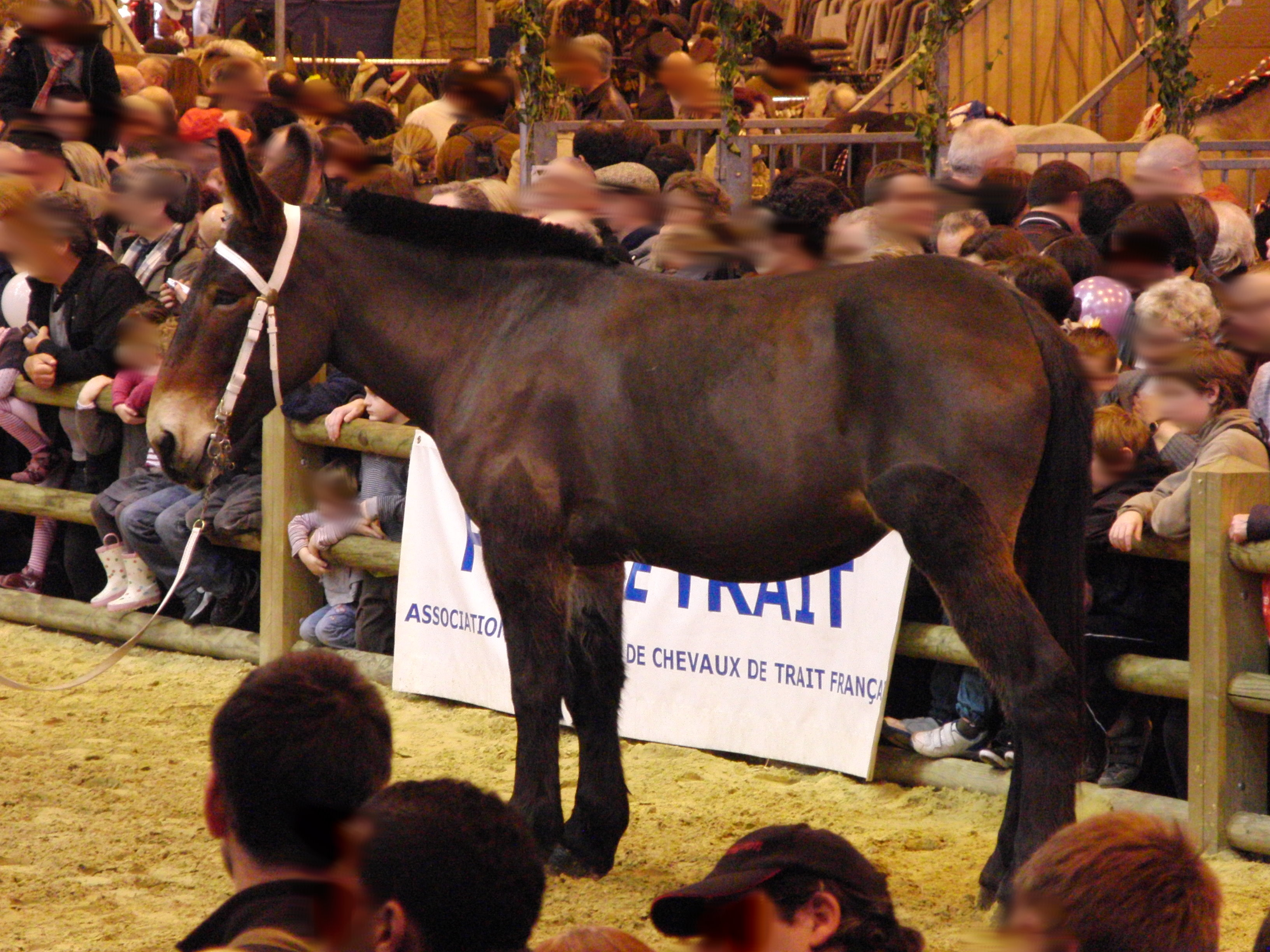
Mule poitevine lors du concours Modèles et Allures au Salon international de l'agriculture de 2012. La robe est noir pangaré.

Comme tout mulet, la mule poitevine hérite sa robe de ses deux parents et les combinaisons sont très variées, certaines robes provenant du père et d'autres de la mère. L'une des plus classiques, venue de l'âne, est le bai sous toutes ses nuances, dit « robin ». La robe dite « boyard » est un bai foncé ou un noir pangaré, présentant des zones claires. Le noir zain (dit « bouchard »), provient également de l'âne,. Le pangaré est très souvent présent.
Le gris, le rouan et le souris font aussi partie des couleurs possibles chez la race, mais proviennent de la jument. L'isabelle, robe dite « biche », hérité de la mère, avec des marques primitives très visibles (raie de mulet, large bande cruciale et zébrures sur les membres), est historiquement très recherché. Une mule de cette robe pouvait atteindre un prix double par rapport aux autres, au XIXe siècle.
Les couleurs de la tête présentent souvent des variations, avec un bout de nez plus clair (dit « de renard ») et une zone plus foncée au milieu du chanfrein, dite « cap de maure ». Les mules rouannes, souris et isabelle présentent souvent des bandes noires transversales sur les oreilles. Les marques primitives sont vraisemblablement héritées de la mère jument, chez qui elles sont fréquentes, à l'inverse du baudet. Certaines robes, comme le rouan, peuvent donner l'impression que la mule est plus claire une fois tondue. Les marques blanches, généralement absentes chez les deux parents, sont très rares.

### Tempérament, entretien et allures
C'est un animal peu rapide, mais très endurant, sélectionné pour travailler dans des conditions difficiles sur de longues distances. Cette mule montre un tempérament volontaire. Son pas est de bonne qualité, énergique et étendu, son trot plutôt lourd, sans style et avec un faible engagement des membres, défaut qui peut être corrigé par l'entraînement. Bien qu'elle soit de caractère réputé calme, la mule poitevine demande, comme tout mulet, une bonne éducation en raison de sa vive intelligence.

### La reproduction et le brelandage
Comme pour tous les mulets, la naissance de mules poitevines n'est pas sans poser de difficultés du fait que les baudets ne saillissent qu'exceptionnellement des juments de manière volontaire. Les chevaux ont, de plus, horreur de l'odeur des ânes. Aussi, la monte en liberté n'est généralement pas possible, seule la monte en main peut déboucher sur la naissance d'un muleton. La jument est placée en contrebas d'un talus et entravée, afin de ne pouvoir frapper l'âne. Le muletier pratique ensuite le « brelandage », terme poitevin désignant la stimulation sexuelle de l'âne. Ce brelandage consiste généralement à lui jouer de la musique ou lui administrer des aphrodisiaques, il connaît de multiples déclinaisons, y compris différents bruitages, battements de mains et de pieds et même des chansons paillardes censées rendre le baudet plus enclin à saillir sa partenaire. À l'époque où l'industrie mulassière bat son plein, le brelandage constitue une attraction populaire pour les habitants des villages poitevins,.
De nos jours, ces techniques anciennes n'ont plus cours mais la monte en main reste largement pratiquée, avec l'aide d'une barre spéciale destinée à immobiliser la jument, nommée la « trolle ». Il est d'usage de placer un sac en jute sur la tête de la jument afin qu'elle ne puisse voir son partenaire et que le baudet ne remarque pas non plus la tête de la femelle qu'il saillit. D'ordinaire, une technique répandue consiste à présenter d'abord au baudet une ânesse en chaleur, puis à la remplacer au dernier moment par la jument. L'insémination artificielle, qui permet d'éviter ces problèmes, reste assez peu pratiquée : en 2004, seules 30 % des mules poitevines naissent grâce à cette technique. L'usage est de faire naître les muletons uniquement de juments vierges, pour leur première année de reproduction. Cette technique évite l'apparition de l'ictère, maladie très fréquente chez les mulets nouveau-nés en raison d'un conflit immunitaire, mais qui ne peut se produire lors de la première grossesse puisque la jument doit d'abord reconnaître les antigènes asins de son rejeton.

### Sélection
Pour être reconnue, une mule poitevine doit naître du croisement d'un baudet de race pure inscrit au livre A du stud-book de l'âne du Poitou et d'une jument poitevine elle aussi inscrite au stud-book. La naissance des mules poitevines est rare en raison de la menace de disparition qui pèse sur les animaux parents, priorité est donc donnée à la préservation du baudet du Poitou et du Poitevin mulassier avant la naissance des mules.

## Utilisations

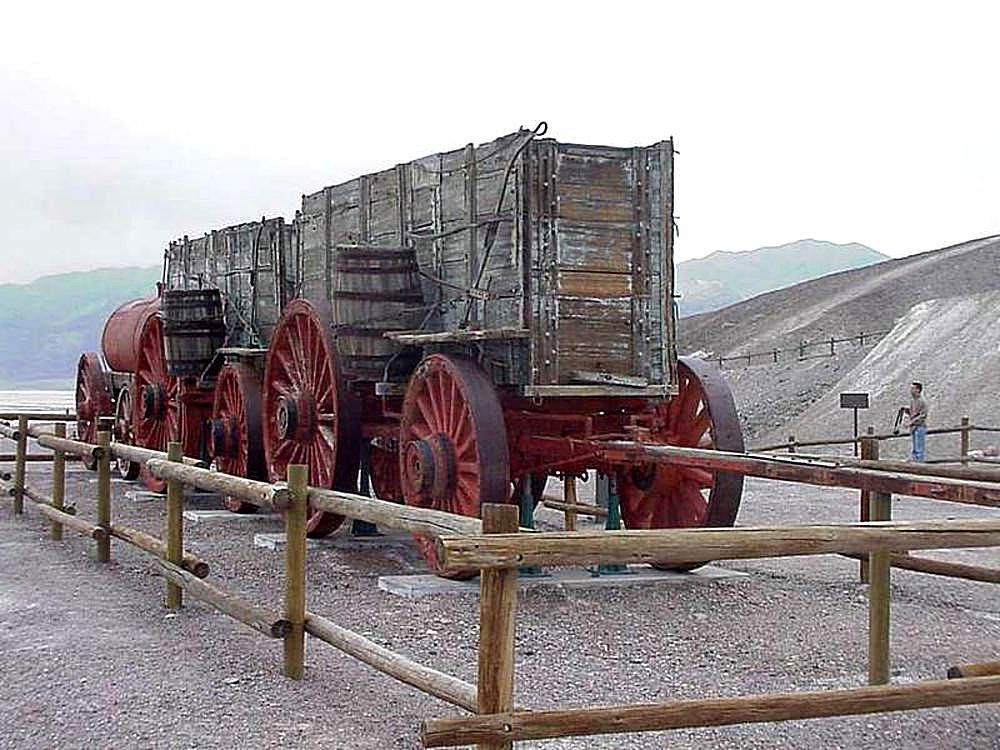
Un chariot de transport de la vallée de la Mort, destiné à la traction par une équipe de vingt mules. Les poitevines se sont illustrées dans ce genre d'utilisation.

La poitevine est une mule de travail, adaptée au bât et à la traction lourde, y compris sur terrain difficile. Elle est de ce fait plutôt destinée aux travaux agricoles, en particulier à destination des pays en voie de développement qui utilisent encore largement la traction animale,. Aux États-Unis, à la fin du XIXe siècle, la mule poitevine est très appréciée pour le transport du borax dans des zones extrêmes, comme la vallée de la Mort où le climat torride, les roches coupantes et la poussière créent des conditions de travail cauchemardesques. 
En Inde, l'armée utilise toujours ces animaux pour atteindre les lieux difficiles. Bâtée, la mule peut porter une charge très importante (200 kg) mais sa haute taille rebute certains utilisateurs pour hisser le paquetage sur son dos. Elle se révèle remarquable à cette tâche et en Savoie, un groupe de randonneurs en montagne a mis en place des circuits avec des mules bâtées dans la région du Mont Blanc, à des altitudes pouvant atteindre les 2 500 mètres. Un randonneur au long cours, Jean Poitevin, a adopté une mule pour la même tâche.
Mules et mulets poitevins sont toujours présents dans le folklore des villages de leur région d'origine, avec du matériel et des costumes traditionnels d'époque.
Si le débardage équin ne se révèle pas être une activité viable économiquement, l'utilisation de la mule poitevine pour l'entretien des vignes possède vraisemblablement un avenir. Il existe au début du XXIe siècle une nouvelle demande en mules et mulets de loisir familial (dont quelques-unes sortent en compétition), qui ne peut être honorée en attendant la reconstitution d'une jumenterie suffisante aux naissances de mules poitevines. Ces mules peuvent enfin être mises à l'attelage et aux diverses activités du tourisme vert, comme la traction d'attelages lourds de loisir familiaux. Montées, leur côté calme et rassurant est un gage de sécurité pour les débutants. Deux mules poitevines, Dolly et Thalia, ont participé à la Route du Poisson en paire. Sirocco, un jeune mulet, a participé aux concours SHF d'attelage jusqu'à la finale nationale de Compiègne.
L'utilisation agricole de la mule se poursuit en dehors de sa région d'origine, elle est aussi appréciée pour le transport militaire dans la zone montagneuse de l'Hindou Kouch,.

## Diffusion de l'élevage

Logo de l'association nationale des races mulassières du Poitou.

Historiquement, la mule du Poitou a été exportée dans le monde entier, notamment aux États-Unis et en Amérique du Sud, mais aussi et surtout dans les pays méditerranéens que sont l'Algérie, l'Italie et l'Espagne.
L'association nationale des races mulassières du Poitou est l'association nationale de race qui gère le baudet du Poitou, la mule poitevine et le trait poitevin, elle est reconnue par le ministère de l'agriculture. Elle a pour but de veiller à la sélection des animaux, de définir les orientations des races et les objectifs de sélection, de tenir les stud-books et de promouvoir ces races. Le but est, à terme, de relancer la production de ces mules. Les éleveurs potentiels de mules, c'est-à-dire ceux qui détiennent des juments poitevines, représentent un quart de tous les éleveurs équins du Poitou et des Charentes et plus d'un tiers des mules poitevines françaises proviennent de la région, en particulier dans les départements de la Charente et de la Vienne. D'après une étude réalisée en 2008, les éleveurs sont très souvent âgés (61% ont plus de 60 ans) et leur structure est en majorité déficitaire, ce sont le plus souvent des agriculteurs diversifiés qui souhaitent préserver un patrimoine en voie de disparition.
En 2004, la demande en mules poitevine dépasse l'offre, qui est très limitée : les géniteurs Mulassiers poitevin et baudet du Poitou étant tous deux menacés de disparition, la naissance des muletons ne dépasse pas la vingtaine par an. De ce fait, la majorité des éleveurs de mules croisent des baudets du Poitou à des juments de trait d'autres races et vendent le muleton pour les travaux agricoles.
En 2008, les aides apportées par les collectivités territoriales ont notamment permis de donner naissance à 31 mules poitevines, mais sur le début du XXIe siècle, les naissances annuelles en France plafonnent toujours à une quinzaine. La plupart partent à l'âge du sevrage en Italie, où une demande existe toujours depuis le XIXe siècle pour des mulets de travail. Quelques autres sont exportées en Allemagne et en Belgique à l'âge de trois ans. Paradoxalement, la mule poitevine est très peu présente dans son pays d'origine. 

### Note
1. ↑  En latin : « Mitte mihi mulam miràbilem et frœium pretiosum, et tapetum minibile, pro quo le rogavi unie sex annos ».
2. ↑  En anglais : « Mule-breeding is about the only branch of of agricultural industry in which France has no rival abroad, owing its prosperity entirely to the zeal of those engaged in it ».
3. ↑  Registre des ânes exempts de tout croisement étranger.

#### Sources d'époque
- [Gayot 1860] Eugène Gayot, « L'industrie mulassière en Poitou », Journal d'agriculture pratique, Librairie agricole de la maison rustique, vol. 2,‎ 1860 (lire en ligne)
- [Moll et Gayot 1861] Louis Moll et Eugène Nicolas Gayot, La connaissance générale du cheval : études de zootechnie pratique, avec un atlas de 160 pages et de 103 figures, Didot, 1861, 722 p. (lire en ligne)
- [Ayrault 1867] Eugène Ayrault, De l'industrie mulassière en Poitou ou étude de la race chevaline mulassière, de l'âne, du baudet et du mulet, Niort, Clouzot, 1867, 200 p.
- [Sausseau 1925] Léon Sausseau, L'Âne, les chevaux mulassiers et la mule du Poitou, vol. 1 : de Les spécialités zootechniques du Poitou, Librairie des Sciences Agricoles, 1925, 342 p.

#### Sources récentes
- [Audiot 1977] Annick Audiot, Le Baudet du Poitou et la production mulassière en 1977, Mémoire de fin d'études, ESAP/INRA, 1977, 129 p.
- [Biteau 1997] Benoît Biteau, Contribution, sur le plan de la génétique, à la sauvegarde et à la relance du cheval de trait mulassier, École nationale d'ingénieurs des travaux agricoles de Bordeaux (mémoire), 1997 (lire en ligne) [PDF]
- [Collectif 2002] Collectif, Chevaux et poneys, Chamalières, Éditions Artémis, 2002, 127 p. (ISBN 2844163386 et 9782844163387, lire en ligne)
- [Bataille 2004] Lætitia Bataille, La mule poitevine, Castor & Pollux, 2004, 55 p. (ISBN 2912756820 et 9782912756824)
- [Vaude 2004] Mary-Gérard Vaude, « Le Baudet du Poitou », dans Portrait des ânes, Castor & Pollux, 2004, 143 p. (ISBN 9782912756954)
- [Mavré 2004] Marcel Mavré, Attelages et attelées : un siècle d'utilisation du cheval de trait, France Agricole Éditions, 2004, 223 p. (ISBN 978-2-85557-115-7, lire en ligne)
- [Fontanières 2006] Jean-Louis Fontanières, « Baudet du Poitou race : Pour tout savoir sur les grandes oreilles », dans Le dicodâne, Loisirs Presse, 2006, 160 p. (ISBN 9782952297400)
- [Bataille 2008] Lætitia Bataille, Races équines de France, France Agricole Éditions, 2008, 286 p. (ISBN 9782855571546, lire en ligne)
- [Siméon 2008] Victor Siméon, « Le baudet du Poitou », dans Ânes & Mulets - Découverte et techniques d'entretien et de dressage, De Vecchi, 2008, 192 p. (ISBN 9782732892801)
- [Rousseaux 2011] Éric Rousseaux, Le baudet du Poitou, le trait poitevin mulassier et la mule poitevine : les acteurs d'une industrie mulassière autrefois réputée dans le monde entier, Geste éd., 2011, 241 p. (ISBN 2845618506 et 9782845618503)